# 맷 가파리
맷 가파리(영어: Matt Ghaffari, 영어 발음: /mæt ɡəˈfɑːri/)로 잘 알려진 시아맥 가파리(영어: Siamak Ghaffari, 페르시아어: سیامک غفاری 시아마크 가파리,‎ 페르시아어 발음: [siːɒːmæk-e ɢæˈffɒːɾiː], 1961년 11월 11일~)는 미국의 전직 레슬링 선수, 종합격투기 선수이다. 올림픽에 2회 참가했으며 1996년 하계 올림픽 그레코로만형 슈퍼헤비급에서 은메달을 획득했다. 또한 세계 선수권 대회에서 은메달 2개, 동메달 1개를 획득했고 팬아메리칸 게임에서 금메달 2개를 획득했다.